# Coulombiers, Vienne
Coulombiers är en kommun i departementet Vienne i regionen Nouvelle-Aquitaine i västra Frankrike. Kommunen ligger i kantonen Lusignan som tillhör arrondissementet Poitiers. År 2022 hade Coulombiers 1 143 invånare.

## Befolkningsutveckling
Antalet invånare i kommunen Coulombiers
| Referens: INSEE |